# Colin Arthur Jardine
Sir Colin Arthur Jardine, 3rd Baronet CB DSO, MC, britanski general, * 1892, † 1957.
V letih 1939-40 je bil vojaški sekretar vrhovnega poveljnika Britanske ekspedicijske sile v Franciji, nato pa je leta 1942 postal namestnik poveljnika trdnjave Gibraltar; pozneje je postal še načelnik štaba, namestnik guvernerja in vrhovni poveljnik Gibraltarja. Od leta 1943 je bil direktor Oddelka za dobrobit in izobraževanje Britanske kopenske vojske v sestavi vojne pisarne. Upokojil se je leta 1945.